# William Ritter
Pour les articles homonymes, voir Ritter.
William François Marie Ritter, né à Neuchâtel le 31 mai 1867 et mort le 19 mars 1955 à Melide, est un critique, journaliste et écrivain suisse. Il est le fils de Guillaume Ritter, ingénieur en hydraulique et architecte.

## Biographie
William Ritter est l'aîné de onze enfants de l'ingénieur Guillaume Ritter et de Joséphine Ducrest. Il grandit entre Neuchâtel et Fribourg. Après trois ans passés à Dole, il entre en 1881 au Collège latin à Neuchâtel et poursuit ses études à l'Académie en 1885. Ses premières critiques musicales publiées dans des journaux et des revues suisses datent de cette période.
En 1888, William Ritter part pour Prague, puis Vienne où il s'installe pour suivre des cours à l'Université. Il débute en parallèle une collaboration comme critique d'art pour le journal le National suisse. De 1890 à 1891, il effectue plusieurs séjours en Roumanie. Ritter visite ensuite la Slovaquie en 1903 et y rencontre Janko Càdra (1882-1927) qui deviendra son compagnon. Ses voyages en Europe de l'Est alimentent son œuvre de fiction, notamment Fillette slovaque (1903) et L'Entêtement slovaque (1910).
Installé à Munich depuis 1905, William Ritter et son compagnon reviennent en Suisse au début de la Première guerre mondiale. Ils vivent successivement au Landeron, puis aux Brenets et enfin à Bissone dès 1922. La même année, les deux compagnons rencontrent Josef Tcherv lors d'un voyage à Vienne. Après le décès de Janko Càdra en 1927, William s'installe avec Josef à Melide, où ils bénéficient d'une aide financière de la ville de La Chaux-de-Fonds. William Ritter y décède en mars 1955.
William Ritter a laissé une œuvre considérable dans les domaines de la peinture, de la littérature et de la musique. Il a d'ailleurs été l'un des premiers défenseurs de la musique de Gustav Mahler en France à un moment où règnait l'antisémitisme et l'antigermanisme. Sa production est conservée par la Bibliothèque de la Ville de La Chaux-de-Fonds, la Bibliothèque publique et universitaire de Neuchâtel ainsi que par les Archives littéraires suisses. Le fonds photographique de William Ritter, est également accessible par mémorial.ch, et comprends 300 photographies 

## Publications
- Aegyptiacque, 1891
- Les dernières œuvres de Johann Strauss, 1892
- Âmes blanches, 1893
- La Jeunesse inaltérable et la vie éternelle, 1895
- Fillette slovaque, 1903
- Leurs lys et leurs roses, 1903
- La Passante des quatre saisons, 1904
- Études d'art étranger : Josef Mehoffer, Rimskij Korsakof, Gustave Mahler, 1906
- L’Entêtement slovaque, 1910
- Un maître de la symphonie. M. Gustav Mahler, 1911
- À propos du "Pierrot lunaire" d'Arnold Schönberg, 1912
- La Moisson de Max Švabinský, histoire et esthétique d'un tableau, 1929